# 菅野淳
菅野 淳（かんの あつし、1965年7月18日 - ）は、山形県出身のサッカー指導者（フィジカルコーチ）。日本サッカー協会公認A級コーチ。

## 経歴
- 1981年 - 1983年 山形県立山形南高等学校
- 1984年 - 1987年 山形大学
- 1988年 - 1989年 筑波大学大学院

## 指導歴
- 1989年 - 1991年 筑波大学蹴球部：コーチ
- 1992年 - 1993年 ヤマハ発動機サッカー部：コンディショニングコーチ
- 1994年 - 2003年 ジュビロ磐田：フィジカルコーチ
- 2004年 U-23アテネオリンピック日本代表：フィジカルコーチ
- 2005年 - 2006年6月 ジュビロ磐田：フィジカルコーチ
- 2006年7月 - 2006年12月

ジュビロ磐田：ホームタウン推進部育成センター育成・フィジカル担当
ヤマハ発動機ジュビロ：臨時フィジカルコーチ
- 2007年 - 2010年 ヴィッセル神戸：フィジカルコーチ
- 2011年 - 2014年 FCソウル：フィジカルコーチ
- 2015年 - 2019ジュビロ磐田：フィジカルコーチ
- 2020年 - 公益財団法人日本サッカー協会　フィジカルフィットネスプロジェクトリーダー

## 著書
- 『コンディショニングの科学』 (共著) 朝倉書店、1995年: ISBN 4254690177
- 『スポーツコンディショニング　ケガを防ぐ体づくり』 ベースボール・マガジン社、2001年: ISBN 4583036558
- 『強くなるためのサッカーフィジカルトレーニング』 (共著) スキージャーナル、2004年: ISBN 4789920925
- 『選手と指導者のためのサッカー医学』 (共著) 金原出版、2005年: ISBN 4307771419